# Mortes em dezembro de 2007
Mortes em 2007: ← – Janeiro – Fevereiro – Março – Abril – Maio – Junho – Julho – Agosto – Setembro – Outubro – Novembro – Dezembro – →
Esta é uma relação de pessoas notáveis que morreram durante o mês de dezembro de 2007, listando nome, nacionalidade, ocupação e ano de nascimento.

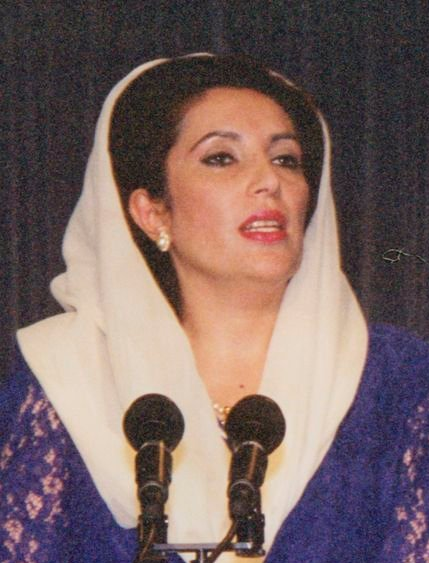
Benazir Bhutto, política paquistanesa.

| Dia | Nome                   | Profissão ou motivo de reconhecimento      | Nacionalidade  | Ano de nasc. | Ref    |
| --- | ---------------------- | ------------------------------------------ | -------------- | ------------ | ------ |
| 1   | Manoel Carlos Karam    | Escritor                                   | Brasil         | 1947         | [ 1 ]  |
| 3   | Heloneida Studart      | Política e feminista                       | Brasil         | 1932         | [ 2 ]  |
| 4   | Pimp C                 | Rapper e produtor musical                  | Estados Unidos | 1973         | [ 3 ]  |
| 5   | Karlheinz Stockhausen  | Compositor                                 | Alemanha       | 1928         | [ 4 ]  |
| 9   | Rafael Sperafico       | Automobilista                              | Brasil         | 1981         | [ 5 ]  |
| 11  | Fernanda Botelho       | Escritora                                  | Portugal       | 1926         | [ 6 ]  |
| 11  | Ottomar Pinto          | Político                                   | Brasil         | 1930         | [ 7 ]  |
| 12  | Borges de Barros       | Dublador e ator                            | Brasil         | 1920         | [ 8 ]  |
| 12  | Ike Turner             | Músico                                     | Estados Unidos | 1931         | [ 9 ]  |
| 12  | Márcio Montarroyos     | Músico                                     | Brasil         | 1949         | [ 10 ] |
| 15  | Jean Bottéro           | Historiador                                | França         | 1914         | [ 11 ] |
| 15  | Ryan Gracie            | Lutador de vale-tudo                       | Brasil         | 1974         | [ 12 ] |
| 16  | Dan Fogelberg          | Cantor, compositor e multi-instrumentista  | Estados Unidos | 1951         | [ 13 ] |
| 20  | Christian Bourgois     | Editor                                     | França         | 1933         | [ 14 ] |
| 20  | Cléber Frolich         | Futebolista                                | Brasil         | 1975         | [ 15 ] |
| 21  | Norton Nascimento      | Ator                                       | Brasil         | 1962         | [ 16 ] |
| 22  | Julien Gracq           | Escritor                                   | França         | 1910         | [ 17 ] |
| 23  | Aloísio Lorscheider    | Arcebispo                                  | Brasil         | 1924         | [ 18 ] |
| 23  | José Ferreira Queimado | Empresário, político e dirigente esportivo | Portugal       | 1913         | [ 19 ] |
| 23  | Oscar Peterson         | Músico e compositor                        | Canadá         | 1925         | [ 20 ] |
| 24  | Cláudio Camunguelo     | Músico e compositor                        | Brasil         | 1945         | [ 21 ] |
| 24  | Maurice Vaneau         | Coreógrafo                                 | Bélgica        | 1926         | [ 22 ] |
| 27  | Benazir Bhutto         | Primeira-ministra                          | Paquistão      | 1953         | [ 23 ] |
| 27  | Dom Pedro Gastão       | Príncipe                                   | Brasil         | 1913         | [ 24 ] |
| 27  | Jerzy Kawalerowicz     | Cineasta                                   | Polónia        | 1922         | [ 25 ] |
| 30  | Olayr Coan             | Ator e diretor de teatro                   | Brasil         | 1958         | [ 26 ] |